# 里昂·布莱文斯
里昂·格拉维特·布莱文斯（英語：Leon Gravette Blevins，1926年6月25日—1987年9月2日），美国NBA联盟职业篮球运动员。